# 德国联邦铁路E10型电力机车
德国联邦铁路E10型电力机车（德語：DB-Baureihe E 10）是德国联邦铁路根据标准化电力机车计划开发的首款电力机车，主要运用至快速列车服务。它自1968年起改称为110型，由其衍生的亚型也分别重编号为112型至115型。E10型机车多年来一直是联邦德国在快速列车运输领域中的最重要车型。如今它们已撤出常规运营，并开始逐渐退役。

## 研发

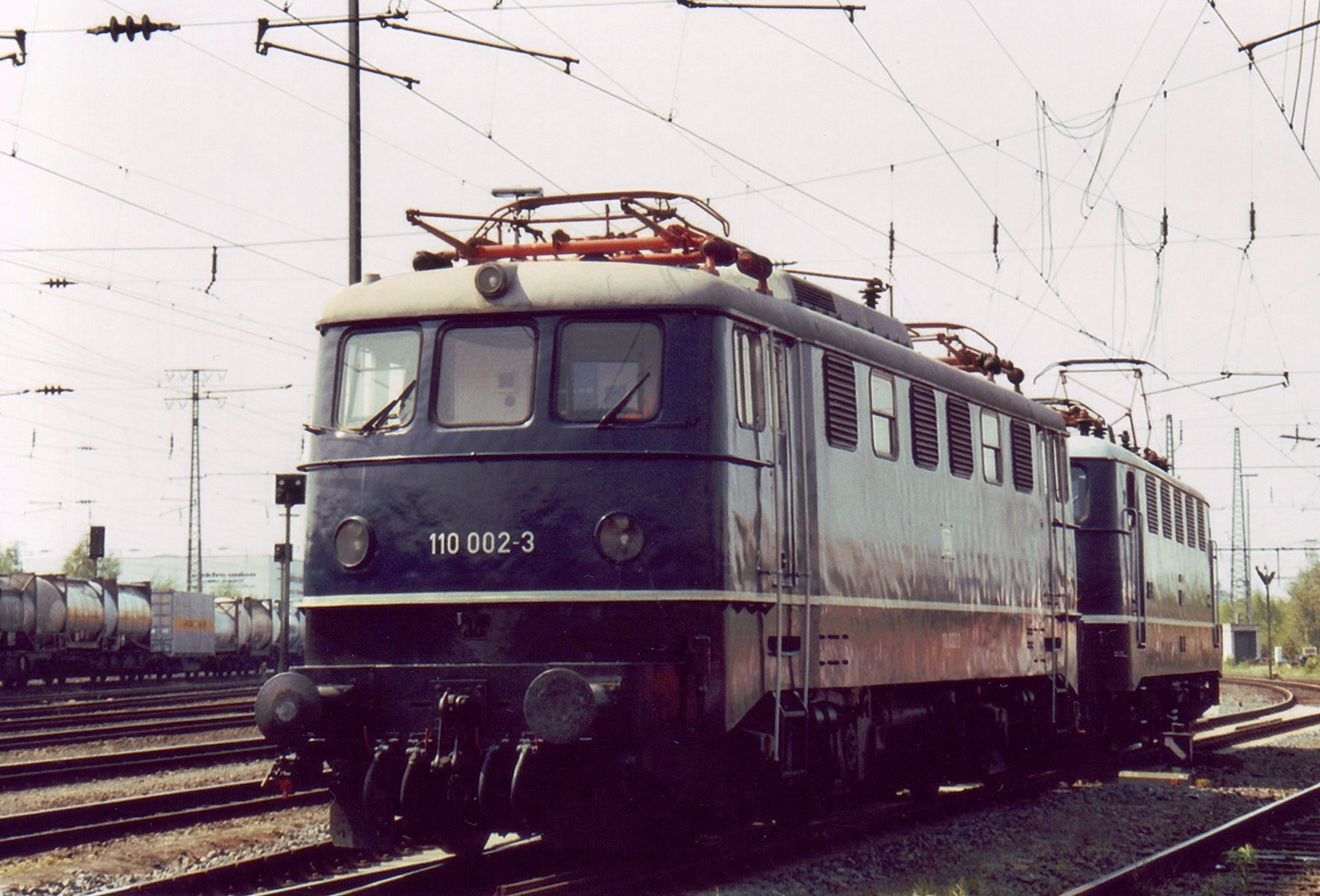
E10型样机在1952年成型

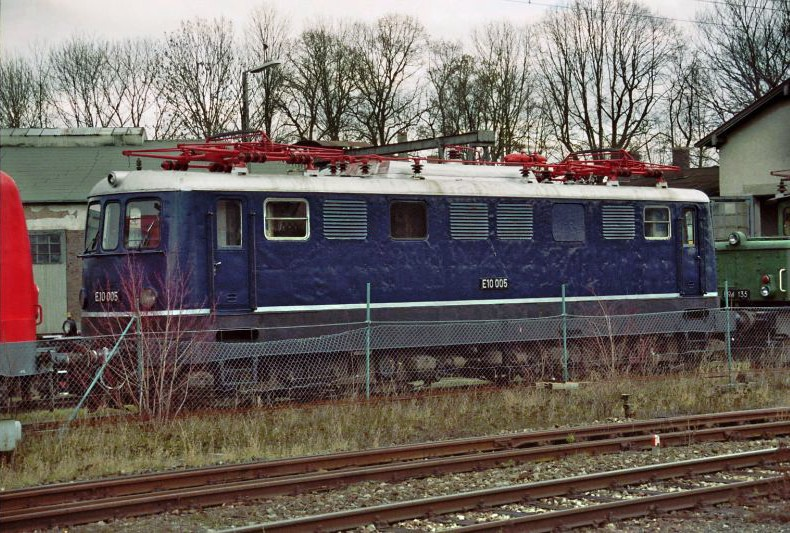
110 005号样机在讷德林根

1950年，德国联邦铁路的专职委员会决定采购两款大面积使用标准化部件的基本型电力机车。其一是基于E94型电力机车开发的六轴货运机车，其二是基于E44型电力机车开发的四轴多用途机车，并参考了运用于瑞士联邦铁路和伯勒辛铁路的Ae 4/4型电力机车设计。它们都应设立驾驶台，以使火车司机可以坐着工作。而在此前的电力机车型号（E18型及E19型除外）中，司机都必须站立驾驶，因为这被假定为可提高他们的注意力。
多用途机车的生产型号在最初被设定为E46型，但在通过将最高速度由135公里/小时提升至140公里/小时以满足快速列车的运营需求后，它又被改称为E10型。1952年，德国各大机车制造商和电气工程企业首先联合生产了4台试验性样机，系列代号为E10.0型，它们不仅能满足联邦铁路中央局的要求，并且在传动技术、电气设备、走行结构和其它细节上都实现了各公司的特定理念。它们其后在测试程序中表明，仅有单一类型的新机车并不足以满足所有的性能要求。因此系列车型又立即进行了重新修改，它们被分为用于快速列车服务的E10型、通过修改变速器机械效益用于货运列车的E40型、用于轻载短途客运的E41型和用于重载货运的六轴机车E50型。此外还有一款用于高速列车服务的E01型，但被遭到弃用，因为当时并没有可提供高速运行的铁路网络，并且E10型作为快速机车已被认为是足够的。

### 样机
试验性样机主要由各企业负责开发，并对不同的部件进行了试验。其中E10 001号机车的机械部件及电气部件分别源自克劳斯-玛菲和AEG，并使用阿尔斯通的活节杠杆传动。E10 002号机车的机械部件及电气部件分别源自克虏伯和BBC，并使用BBC的皮带传动。E10 003号机车分别源自亨舍尔和西门子-舒克尔特，并使用后者的橡胶轴传动。E10 004号机车由亨舍尔和AEG交付，并使用赛雪龙的页片传动。与它们相同的还有E10 005号机车，这是在1954年作为补充交付，并可用作日常的运营测试。这些机车最初配属于慕尼黑车辆段，自1955年起又转配纽伦堡车辆段。
型号为E10.0型的5台试验性样机陆续在1975年至1979年间退役。其中E10 002号和E10 005号机车目前作为馆藏机车用作观光铁路运营。

## 批量生产

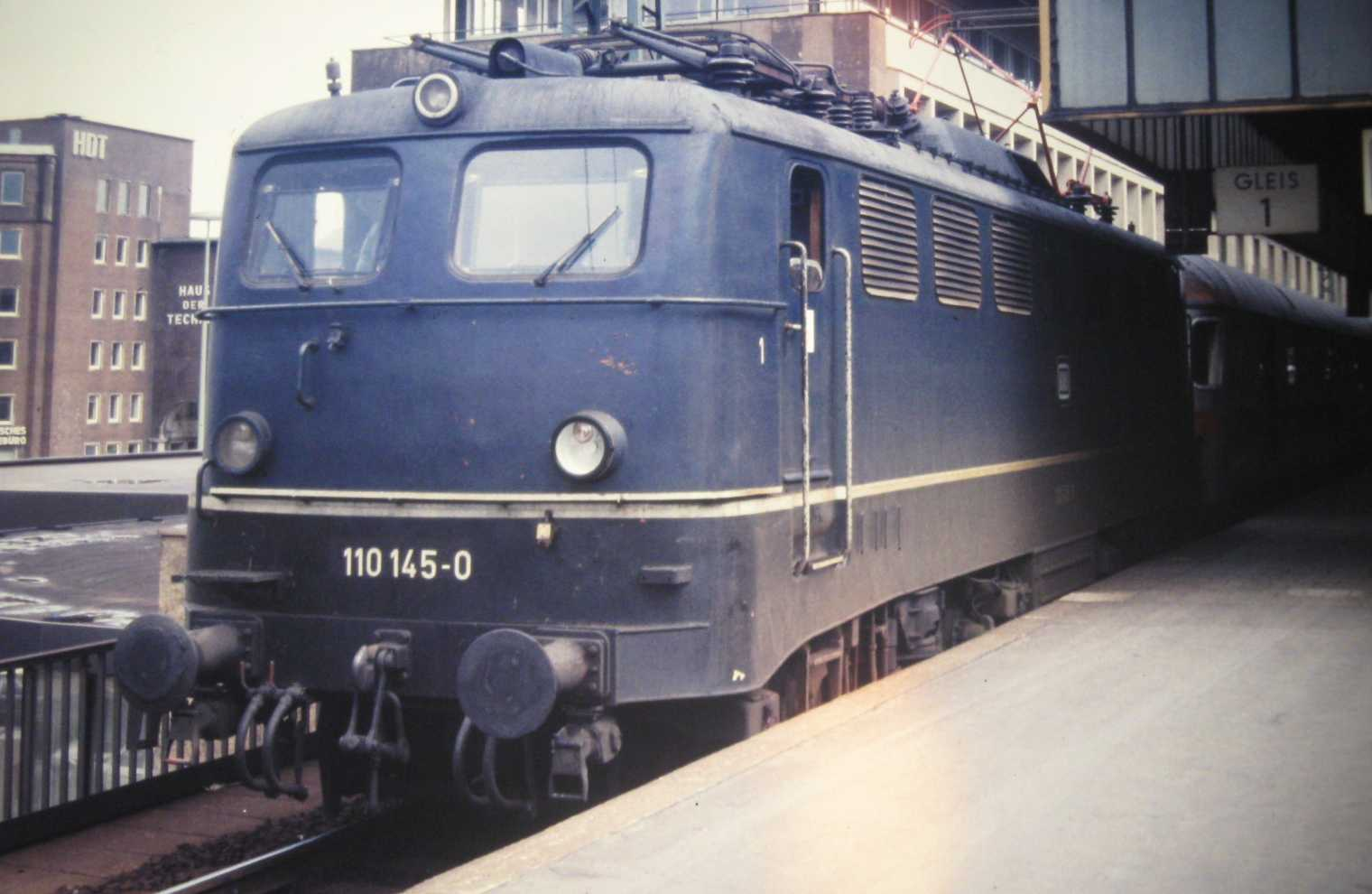
采用钢蓝色涂装及单头灯的110.1型

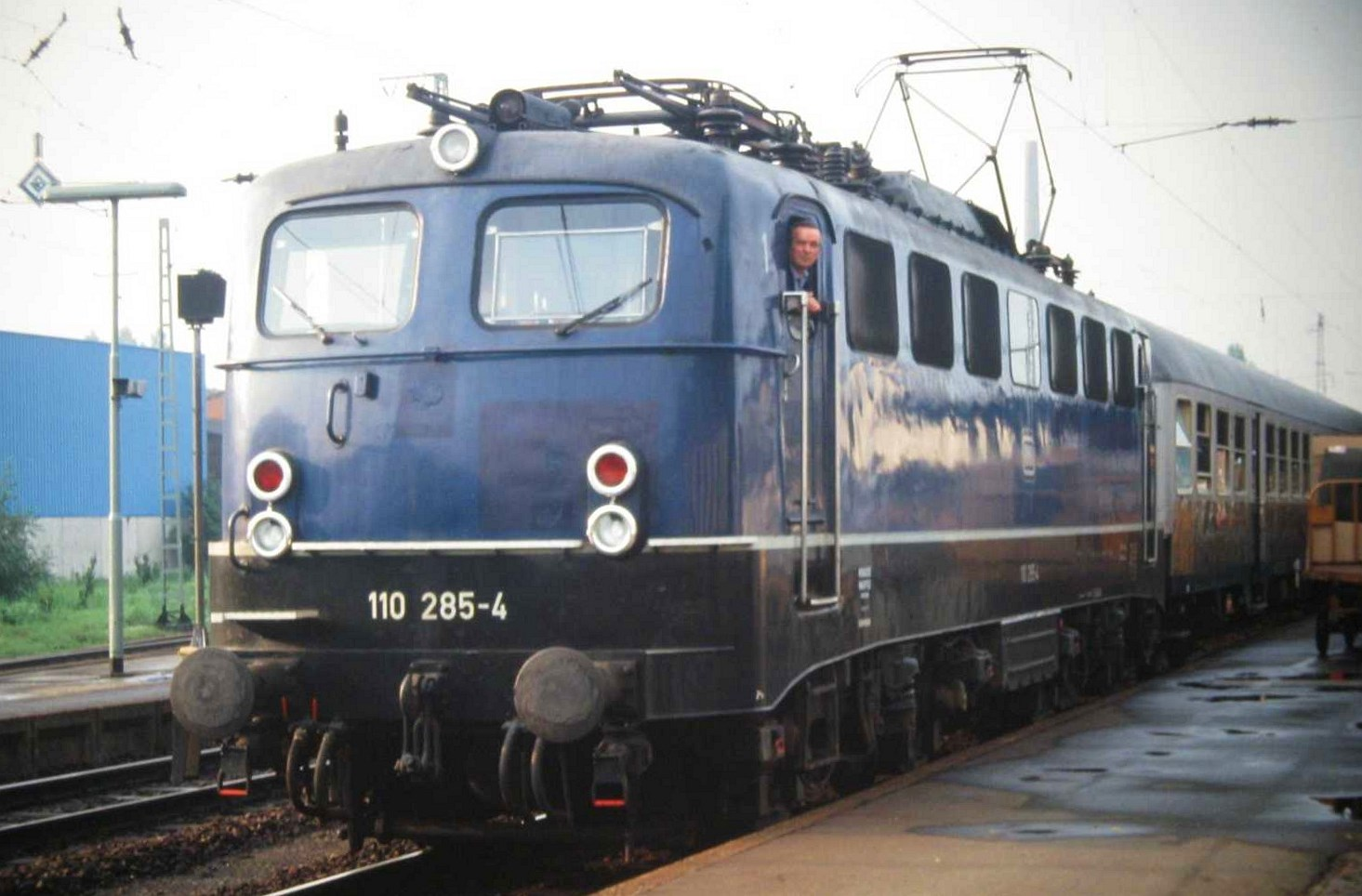
采用钢蓝色涂装及双头灯的110.2型

首台批量生产的E10型机车的序列号是由101往上递增，因此它们的正式型号为E10.1型。与E40型不同的是E10型配备了阻力制动。因此这两款型号的顶盖范围差异最小。自1956年12月起，共有379台量产机车经由制造商克劳斯-玛菲、克虏伯和亨舍尔（全为机械部件）以及西门子-舒克尔特、AEG和BBC（全为电气部件）生产交付。量产机车从外观上可以分为3种不同的版本：E10.1型在最初交付时采用统一的箱体结构及单个大灯；在后续的生产中（自E10 216号机车起）则开始由单个大灯及两个小灯的搭配方式（前者作为前照灯，后者作为列尾灯）所取代，这个版本是根据E10.12型机车的样式设置；从E10 288号机车起，则采用了一个全新的、有良好空气动力学性能的车体（称之为“皱褶前脸”），它此前一直用于E10.12型机车，也可用于普通的E10型机车。因此这些机车也被称为E10.3型。另有一台机车（被定型为750 001号机车）还交付至明登联邦铁路中央局，在1989年至1997年间用作轨道工程车服务。
E10型机车在1968年被重新定型为110型机车，其运用范围自1990年起发生了根本性的转变。随着德国铁路改革第三阶段的推进，它们被全数纳入德国铁路的短途运输部门——德铁区域运输，因此，这实际上意味着长途运输服务的终结。为了使机车达到铁路短途运输的经济型，许多110.3型机车自1997年以来均配备了常规德铁动力集中式列车控制系统（KWS）。少量机车在此方面的安装套件是来自于已退役的140型及141型机车。

## 涂装变化

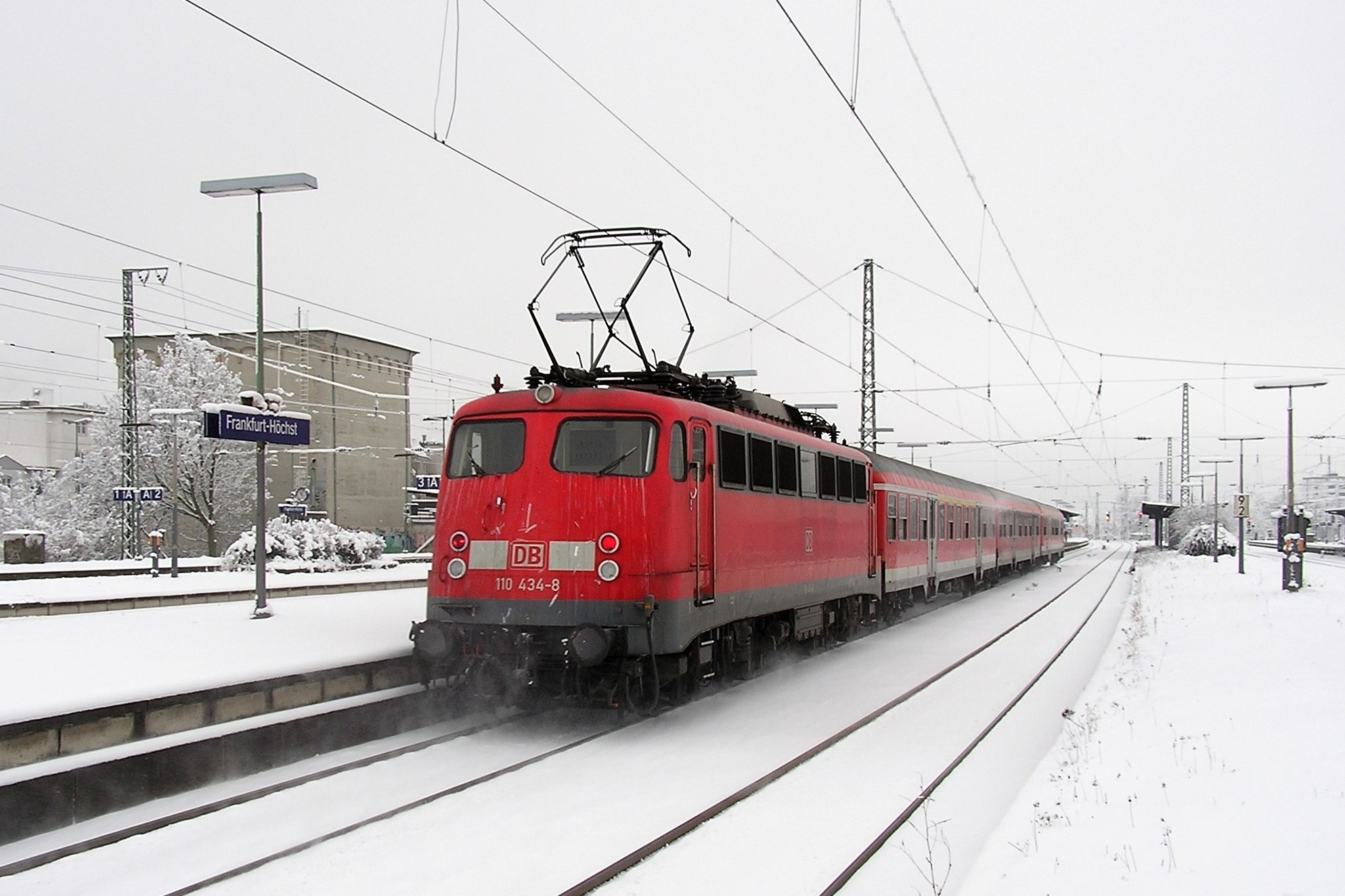
采用交通红色涂装的110.3型

E10型机车最初采用的是与当时长途列车保持一致的普鲁士蓝涂装（RAL 5011）。只有110 477号机车在交付时采用鈷藍色涂装（RAL 5013）。而在完成段修后，也有很多旧机车被新喷为钴蓝色。其中由慕尼黑福莱曼中修车间受理的机车会采用略浅的钴蓝色，因此受影响的这部分机车涂装也被称为“福莱曼蓝”（Freimannblau）。海蓝色（RAL 5020）+米色的配色方案自1974年起实施，许多110型机车在进行中修时都按这种样式进行了重新喷漆。自1987年起，机车又应用了带有白色围兜的东方红（RAL 3032）配色方案，并自1997年起被交通红（RAL 3020）概念所取代，如今所有仍在运营的这一型号机车都在使用这款涂装。
1996年，一台110 487-6号机车带着卡通老鼠样式的标贴，在老鼠广播开播25周年之际，以“老鼠列车”（Mauszug）的名义于全德范围内运行。在最近一次用作铁路包车的110型机车中，则使用了作为广告宣传的塑料镀膜粘贴至车体，以使宣传列车获得一幅连贯的画面。110 321号机车则以KIKA LIVE快车的名义在德国展开巡游旅行，并在2008年5月贴上了相关的图案。2009年，110 325-8号和110 329-0号机车又改造为巡展科学快车的样式，在2009年4月至11月期间，这列车火车在德国的60多个城市进行了巡回展出。随后，110 325-8号机车在2010年5月报废，110 329-0号机车和110 487-6也分别在2011年1月中旬和2012年12月报废。

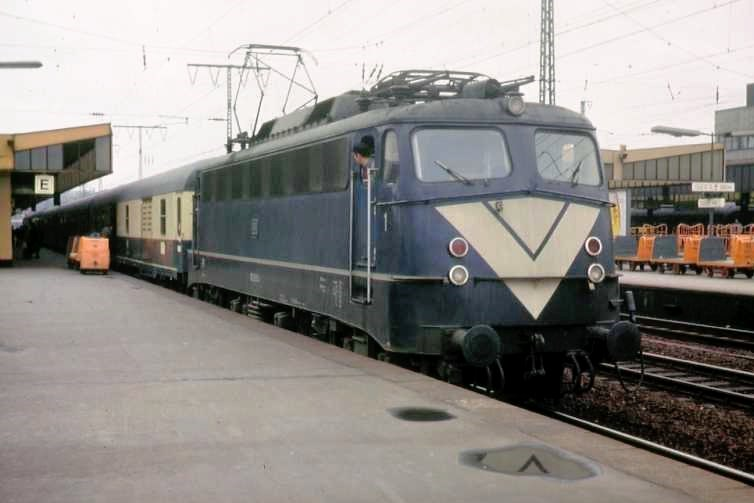
采用试验型机车涂装的一台110型机车停靠于埃森（1980年）
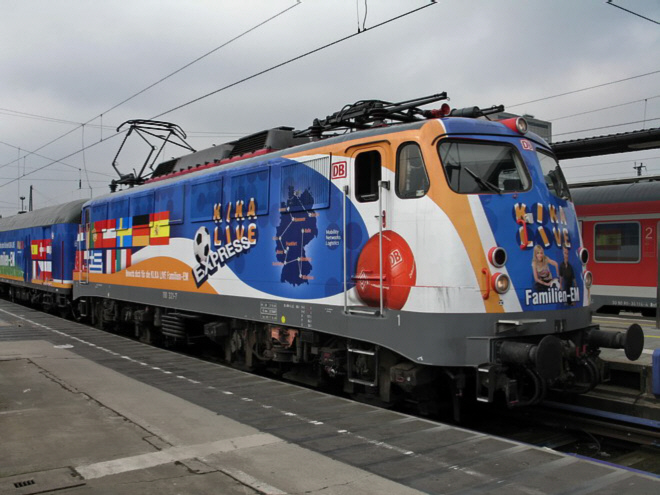
采用KIKA LIVE涂装的110 321号机车
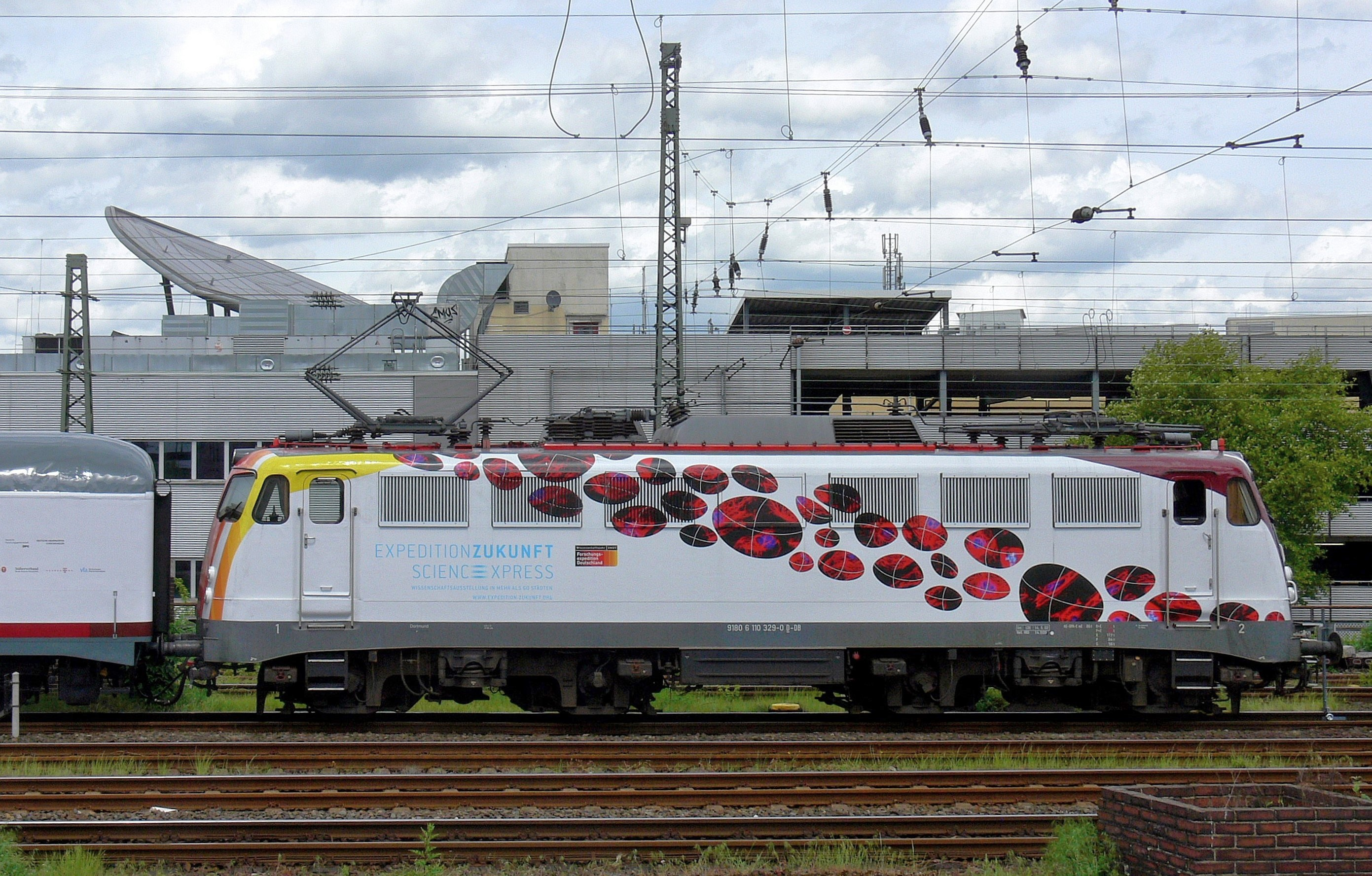
用作牵引科学快车的110 329号机车
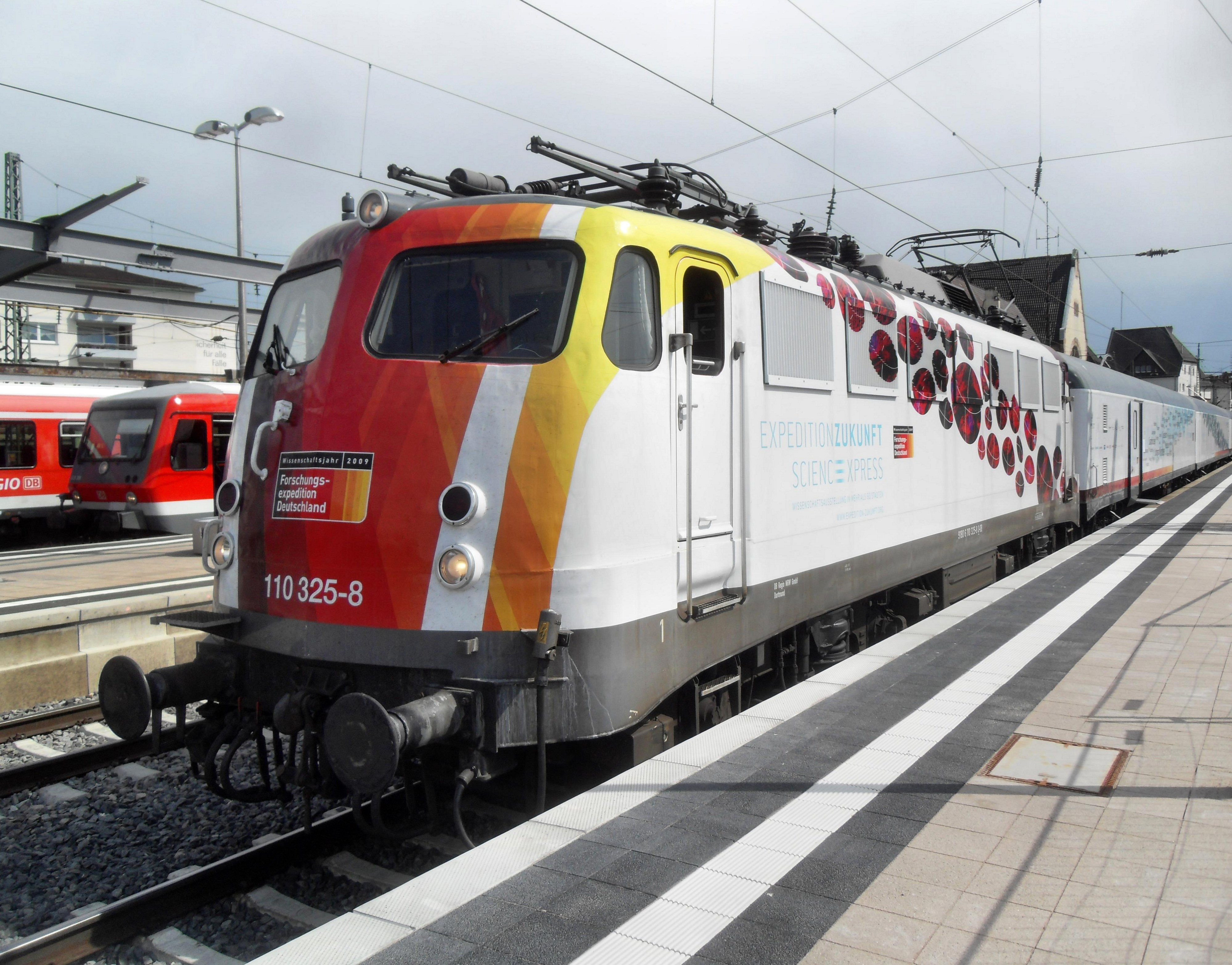
用作牵引科学快车的110 325号机车

## 设计特点

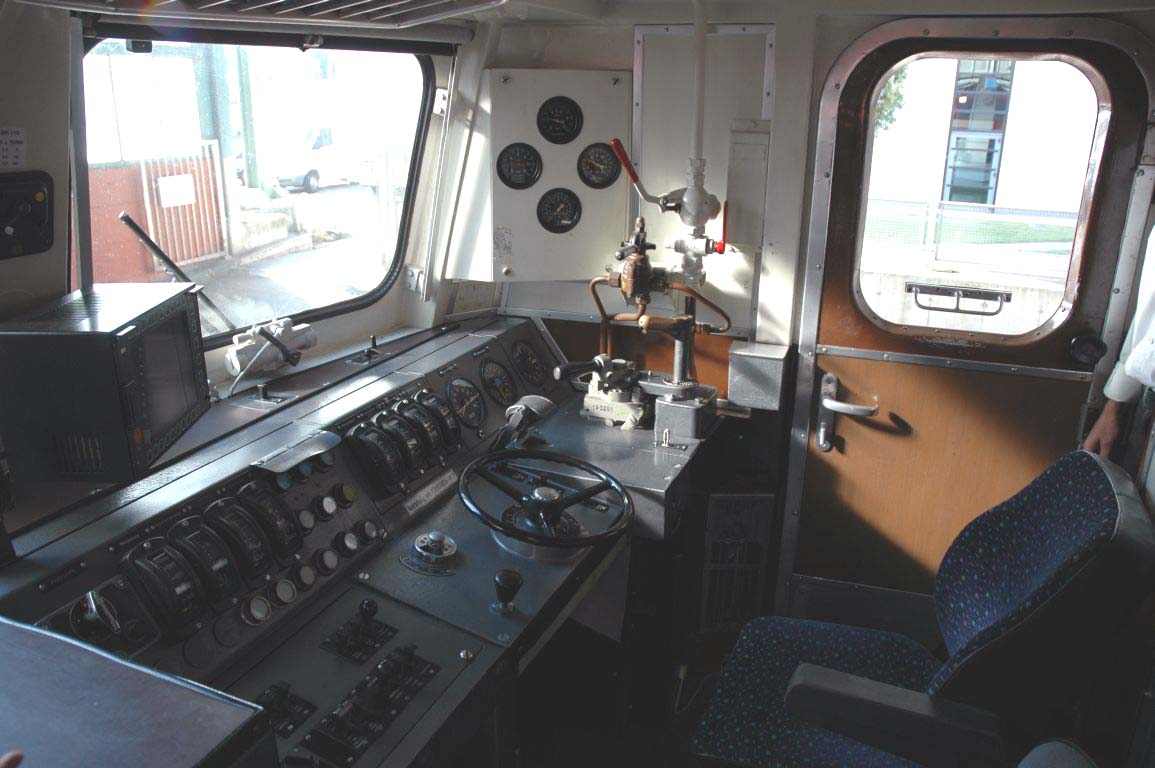
110 243号机车驾驶室内部

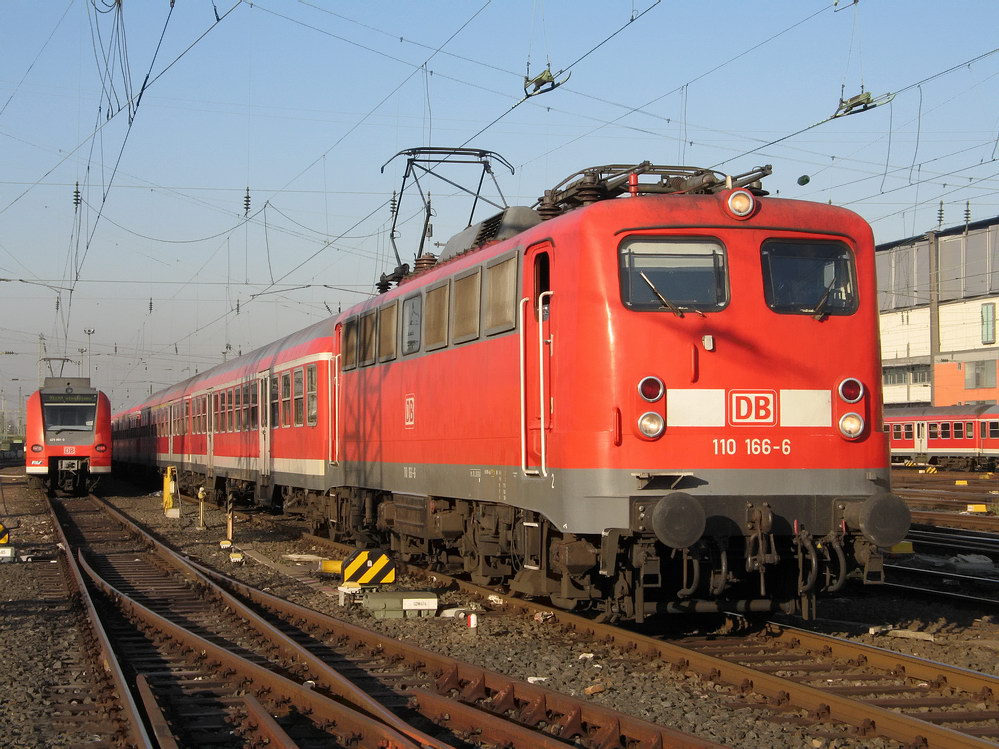
110 166号机车于法兰克福中央车站

与其它所有标准化电力机车计划的机车一样，E10型或如今的110型机车也使用箱型结构焊接的枢轴转动转向架和箱型结构焊接的通风隔栅。110.3型机车的车体采与E10.12型机车相同的更为突出的端面，因而也被称之为“折痕箱子”。车架是基于转向架上的螺旋弹簧和橡胶件实现支撑。机车最初在较高的速度范围内运行不够稳定，这需要对部分转向架进行再加工。另有两台机车（110 475和476号）则搭载了柔性卷状悬挂进行测试。
所有机车都配备用于间接作用的克诺尔型空气制动装置，它带有高位制动（在高速时会自动加强制动性能）以及用于分流直接作用的辅助制动器。机车还额外设有一个与空气制动相连的他励式电阻制动。在电阻制动过程中产生的热量通过车顶的通风口消散。变压器的高压控制器则是在德国机车中的首次批量运用。
牵引电动机使用的是WB 372型14极电动机，后来它们也被应用至111型和151型机车。与其它所有标准化电力机车计划的机车一样，橡胶轴传动装置均由西门子-舒克尔特提供，它们已在首台E10.0型机车中证明了自身的表现优于其他传动装置。
车顶设备包括两个DBS 54a型双臂受电弓、车顶隔板、压缩空气主开关和用于测量接触网电压的高压互感器。变压器是一个采用油冷却的三回路变压器，通过分档开关可对28个行驶速度级进行切换。操纵系统为后续式操纵设计，火车司机先选择行驶速度级，传动装置再独立运转。紧急操作则可通过一个手柄由人工控制。自110 399号机车起，晶闸管断路器开始成为标配（W29t型分档开关）。大多数前期生产的机车都使用N28h型分档开关，但它们在受损后或在现代化更新的过程中完全为W29t型所取代，因此目前馆藏的E10 121号及113 311号机车所宣称的“原始状态”是有争议的。
驾驶室的安全设备有机械或电子的紧急列车停止装置、点状列车控制装置（如今根据新的要求使用PZB 90的软件版本）和车载无线电设备GSM-R。其它新设备还包括电子运行图显示系统EBuLa和用于旅客运输的中控启动强制门锁。部分机车还试验性的配备了电脑管理系统CIR-ELKE。

## 退役
经过逾50年的成功运营后，110型机车已达到退役年限。它们在性能衰落期间最初仍可通过新的应用领域来抵消，然而自1990年代开始受到了来自其它机型的激烈竞争，特别是143型机车，后者搭载了110型机车所没有的动力集中式列车控制系统，但最高运行速度仅为120公里/小时。而为了改进110型机车的灵活性，部分第三批出厂的机车（E10.3型）也加装了动力集中式列车控制系统，它们均来自于已报废的141型机车。自2001年起，首批生产的110.3型机车逐渐增加退役，因为其并不具备所需的动力集中式列车控制系统。而随着新型425型电力动车组和用于区域快车服务的146型电力机车的面世，以及德国铁路将部分业务领域转移至私人公司经营，这都加速了110型机车的衰落。110型机车的运行范围开始集中在斯图加特地区、莱茵-鲁尔城市群、慕尼黑地区、北德地区以及法兰克福地区。
截至2013年1月，仍有25台110.3型机车（驻扎在多特蒙德及斯图加特）、3台衍生版的113型机车和11台115型机车活跃于德国铁路及其附属子公司中。随着在小穆尔铁路的撤销运用，配属斯图加特的机车仅限于在内卡-阿尔伯铁路（斯图加特-蒂宾根区间）和斯图加特-哈廷根铁路中运用，直至2013年5月被111型机车所取代。斯图加特仅剩的一台110型机车（110 446号）最后的避难所是用作牵引拉德快车（Radexpress Enztäler），但仅在星期日及节假日运行。在斯图加特最后的110型机车到达使用年限后，这项任务又被143型机车接管。113型和115型机车则暂时继续用于德铁长途运输。然而，随着111型机车的开放使用以及庞巴迪塔伦特2型电力动车组的接踵交付，用于德铁区域运输的110型机车也即将完成最终替换。由于修改了使用年限，110型机车将最迟在2014年夏天撤出德铁区域运输，因为在此之后已所有机车均已完成了原有的车辆检测续牌工作。而重新续牌已不再向110型机车提供。然而德铁长途运输决定将重新恢复其中一台113型机车，并与其它仍在运营的113型机车一同重新定型为115型进行车辆检测续牌。
2013年7月13日，110型机车在斯图加特地区的短途运输中举行了一场告别之旅。110 446型机车牵引着一班特别列车从蒂宾根前往巴克南，并从巴克南经由马尔巴赫返回斯图加特。

### 馆藏机车

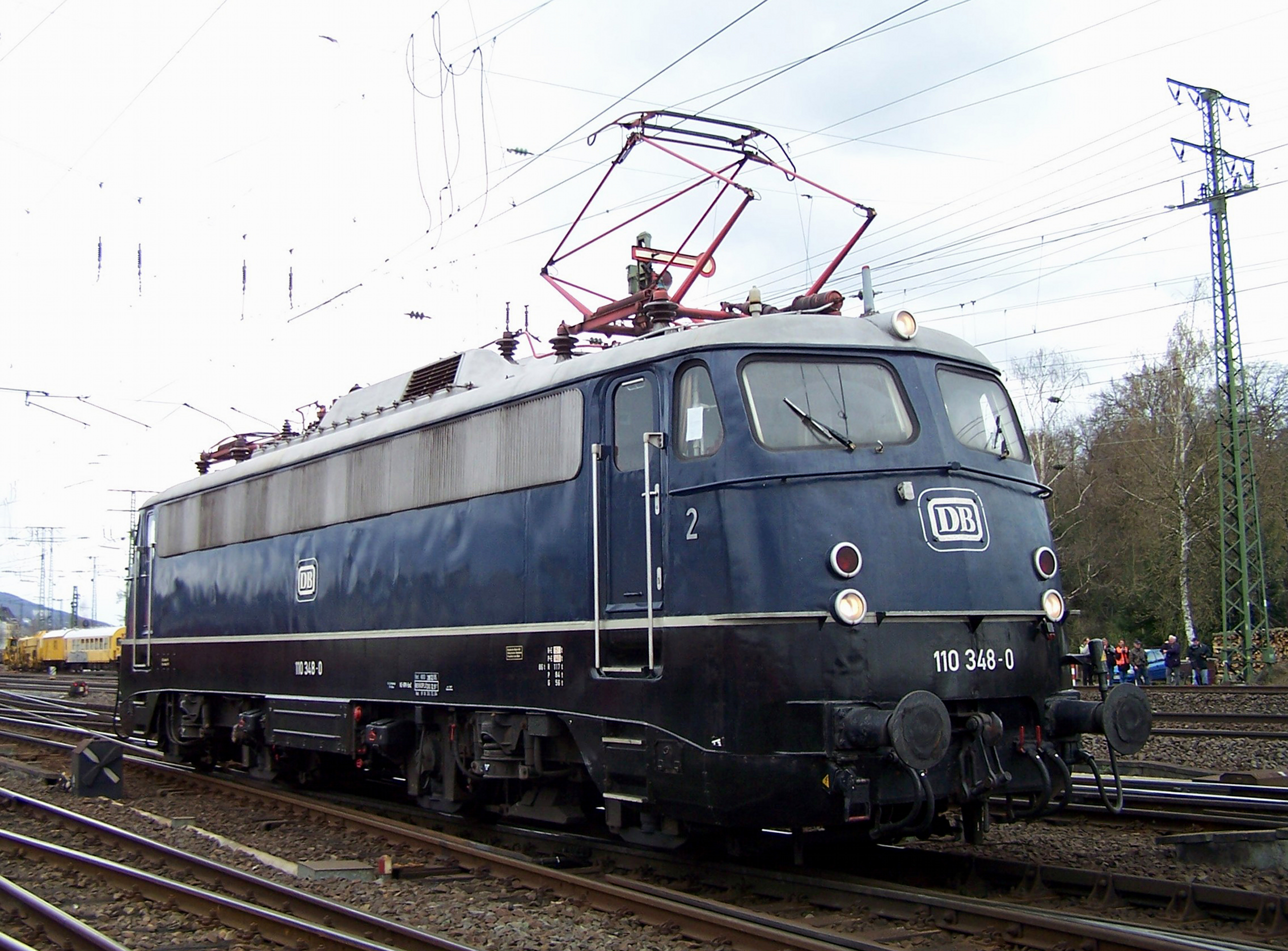
110 348号在科布伦茨德国铁路博物馆进行机车巡游，这是纽伦堡交通博物馆的副馆

尽管已进入退役的后期阶段，但仍有许多此前宣布报废的样机仍然保留在若干机车博物馆中，其中大部分是在科布伦茨德国铁路博物馆：
- 110 002号机车保存于纽伦堡交通博物馆（2号车辆展厅）。
- 110 005号机车由德国铁路博物馆持有，现存于讷德林根的巴伐利亚铁路博物馆（德语：Bayerisches Eisenbahnmuseum）。
- 110 103号机车保存于德国铁路博物馆设在利希滕费尔斯的分支机构。
- 110 121号机车保存于科布伦茨德国铁路博物馆（转向架使用年限已于2010年届满，不可用作行走）。
- 115 152号机车保存于科隆的“E10型机车注册协会”（Baureihe E 10 e.V.）
- 110 210号机车保存于科布伦茨德国铁路博物馆。
- 110 223号机车保存于科布伦茨德国铁路博物馆。
- 110 226号机车保存于德国铁路博物馆设在利希滕费尔斯的分支机构。
- 110 228号机车由德国铁路博物馆持有，现存于斯图加特的“IG单体机车注册协会” （IG Einheitslokomotiven e.V.）
- E10 1239号机车由“103机车俱乐部”（Lokomotiv-Club 103 e.V.）持有，采用莱茵之金号涂装。
- 110 281号机车保存于内卡河畔霍尔布的SVG铁道体验世界（德语：Schienenverkehrsgesellschaft）。
- 110 292号机车保存于科布伦茨德国铁路博物馆。
- 110 300号机车保存于科隆的“E10型机车注册协会”，原200km/h高速机车。
- 113 311号机车保存于科布伦茨德国铁路博物馆。
- E10 348号机车保存于科布伦茨德国铁路博物馆。
- 110 468号机车用作德国铁路博物馆的观光铁路运行。
- 110 488号机车用作德国铁路博物馆的观光铁路运行。

## 衍生型号

### E10.12型/112型

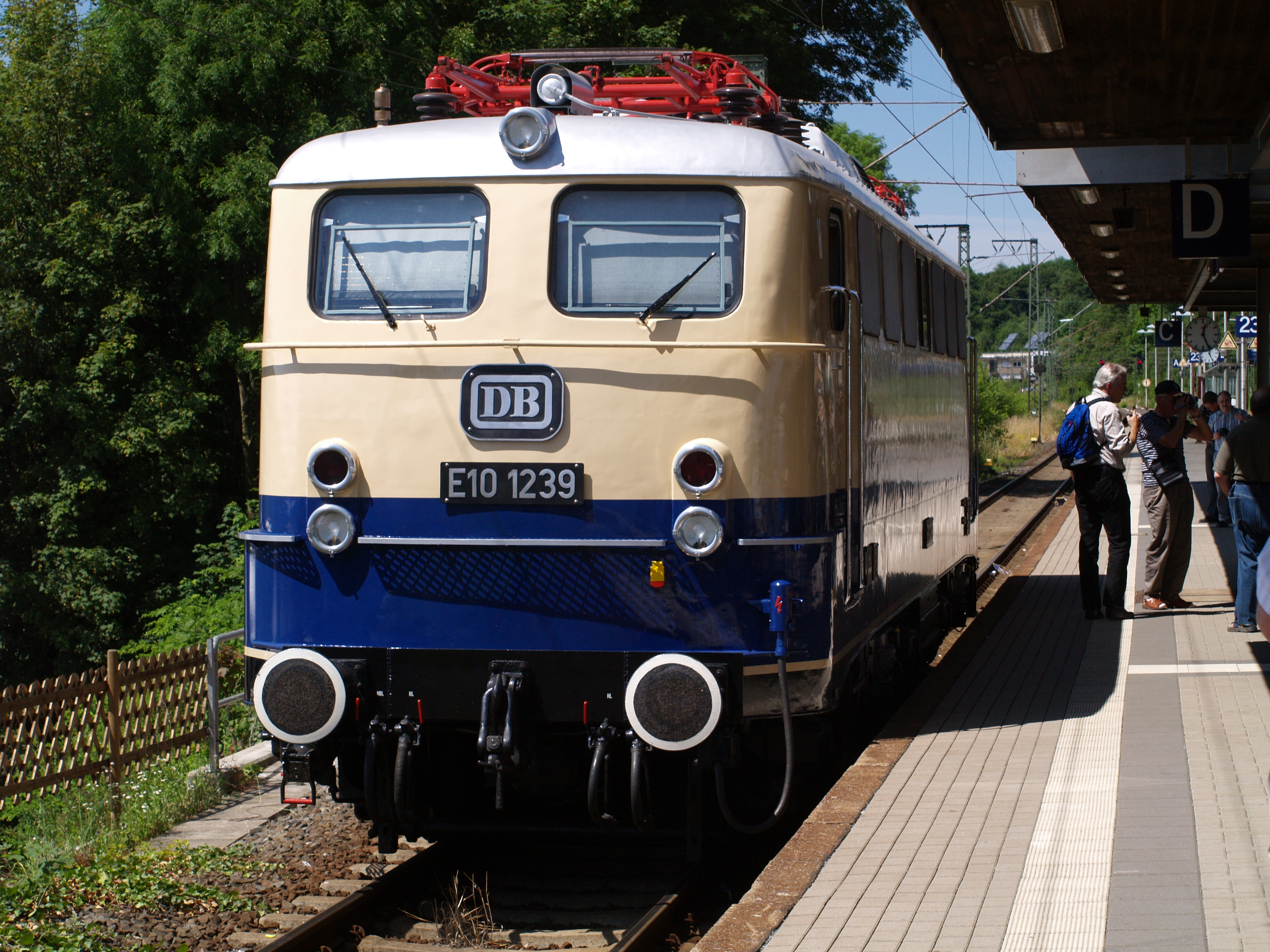
E 10 1239号馆藏机车

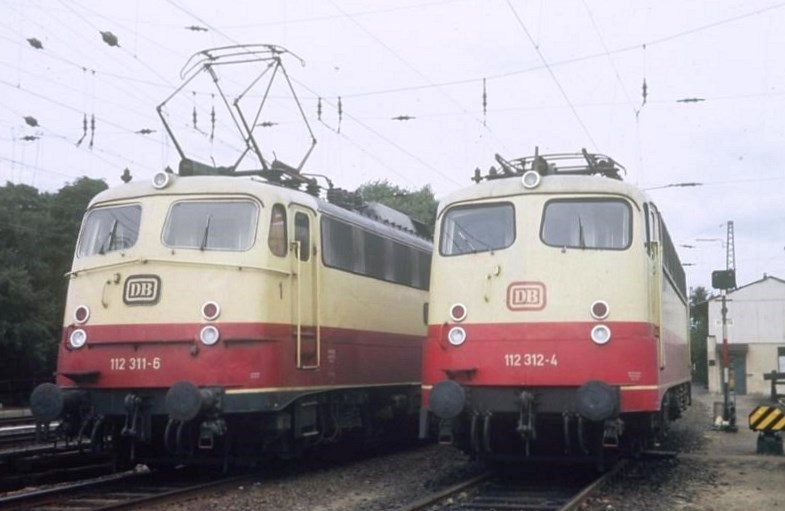
112型机车在汉堡（1984年）

1962年，6台正在生产的E10型机车使用了经过改良的高速转向架，以使其能够牵引最高时速达160公里/小时的莱茵之金号列车。它们与普通的E10型机车在序列号上额外增加了首数字“1”作为区分。因此E10 1239号至1244号机车被命名者定型为E10.12型。全部6台机车均采用与普通的方形机车车体及钴蓝色/米色涂装。
仅仅半年后，以钴蓝色/米色涂装交付的E10 1265号至1270号机车搭载了亨舍尔为160公里/小时而新研发的转向架及传动装置，并在1960年代初期以E10.12型机车的名义但当长途列车的牵引任务。而前6台机车（E10 1239号至1244号）在随后则又按照E10型的规定进行改造，并在序列号上不再使用额外的首数字1。新造的E10.12型机车采用了流线型的车体风格（“皱褶”车体），这也同样应用至自E10 288号机车起的所有新造普通版E10型机车上。而后续生产的E10 1308号至1312号机车也采用了与E10 1265号至1270号机车相同的可达160公里/小时的亨舍尔高速转向架。
1968年，已经交付的E10.12型机车被重新定型为112型。它们均保留了原有的序列号，但已撤销了原本用作区分的首数字1（例如E10 1239号改为112 239号）。在同年还有另外20台样车直接以112 485号至504号的名义交付出厂。它们不再采用造价高昂的亨舍尔高速转向架，而是采用经过修改的标准转向架，但这在其后被证实是不耐用的。因此这一部分112型机车在1988年又被重新定型为114型。
1991年，其余搭载了亨舍尔高速转向架的112型机车被重新定型为113型。这项重订是为了将全德国的编号方案进行统一全新调整，而112的编号则被释放出来以运用至原德国国营铁路212型电力机车上，后者自1992年起开始使用112型的编号。

### 试验机车
为了对新研发的德国联邦铁路E03型电力机车进行组件测试，E10 299号及300号机车在1962年由慕尼黑联邦铁路中央局进行了改造。1963年，这两台机车在班贝格至福希海姆的测试线路中达到了200公里/小时的最高速度。

### 113型

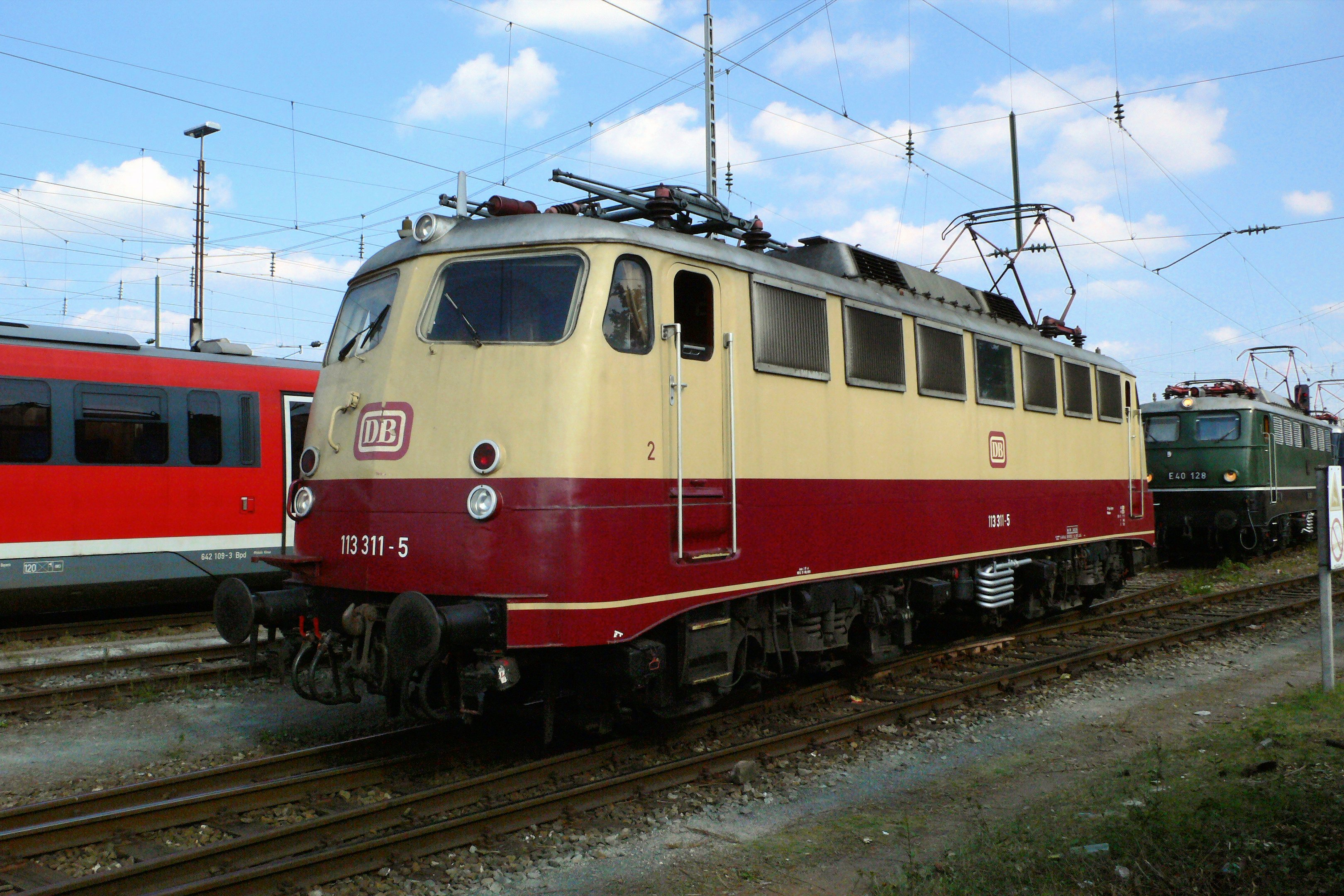
113型

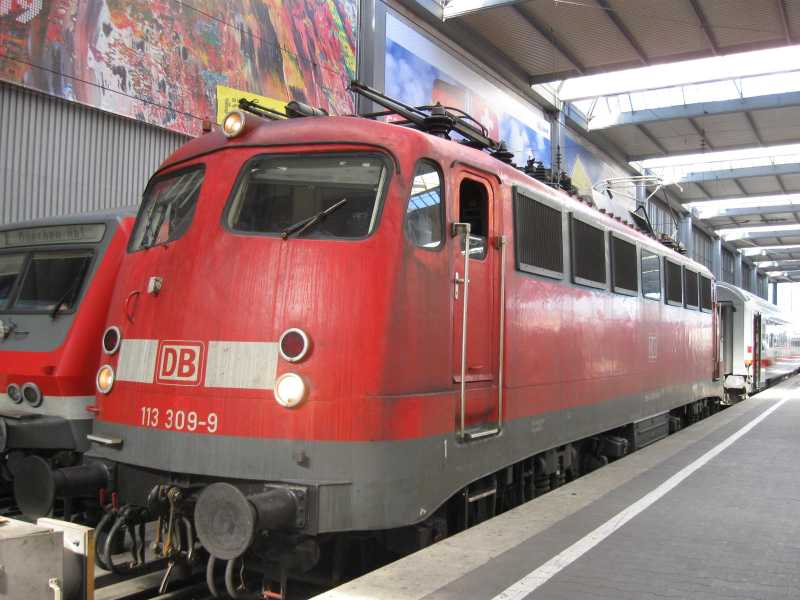
德铁汽车列车的113 309-9号机车在慕尼黑中央车站（2009年）

1988年，第三批出厂、采用经过修改的标准转向架的112型机车被重定型为114型（此时用于S-Bahn的111型机车在内部仍被称作113型），而前两批出厂的112型则在1991年被重定型为113型，以便为原东德212型机车在新的全德编号方案中腾出空间。
与此同时，前两批出厂、采用高速转向架的11台该系列机车在长期重载及高速的运用中开始出现越来越多的损坏，它们多发生在驱动轮，并对其各自的电动机及传动装置造成严重的伤害。为此当局特别制定了一项临时措施，将其最高速度限制在120公里/小时内，此后主要用作牵引慕尼黑周边的普快列车班次。
在1990年代中期以后，这些机车的亨舍尔制高速转向架可以采用一些新造的部件进行重新加工。尽管因此再度恢复了160公里/小时的速度，但它们仍被认为是过时的分动器款式，应该优先进行退役。
截至2013年，仅有113 267号、268号和309号三台机车仍继续在德铁长途运输服役。全部三台机车均在2008至2009年间进行了新的年审续牌。目前这些机车都可正常工运作，并且作为轨道检测车在全德范围内行驶。

### 114型

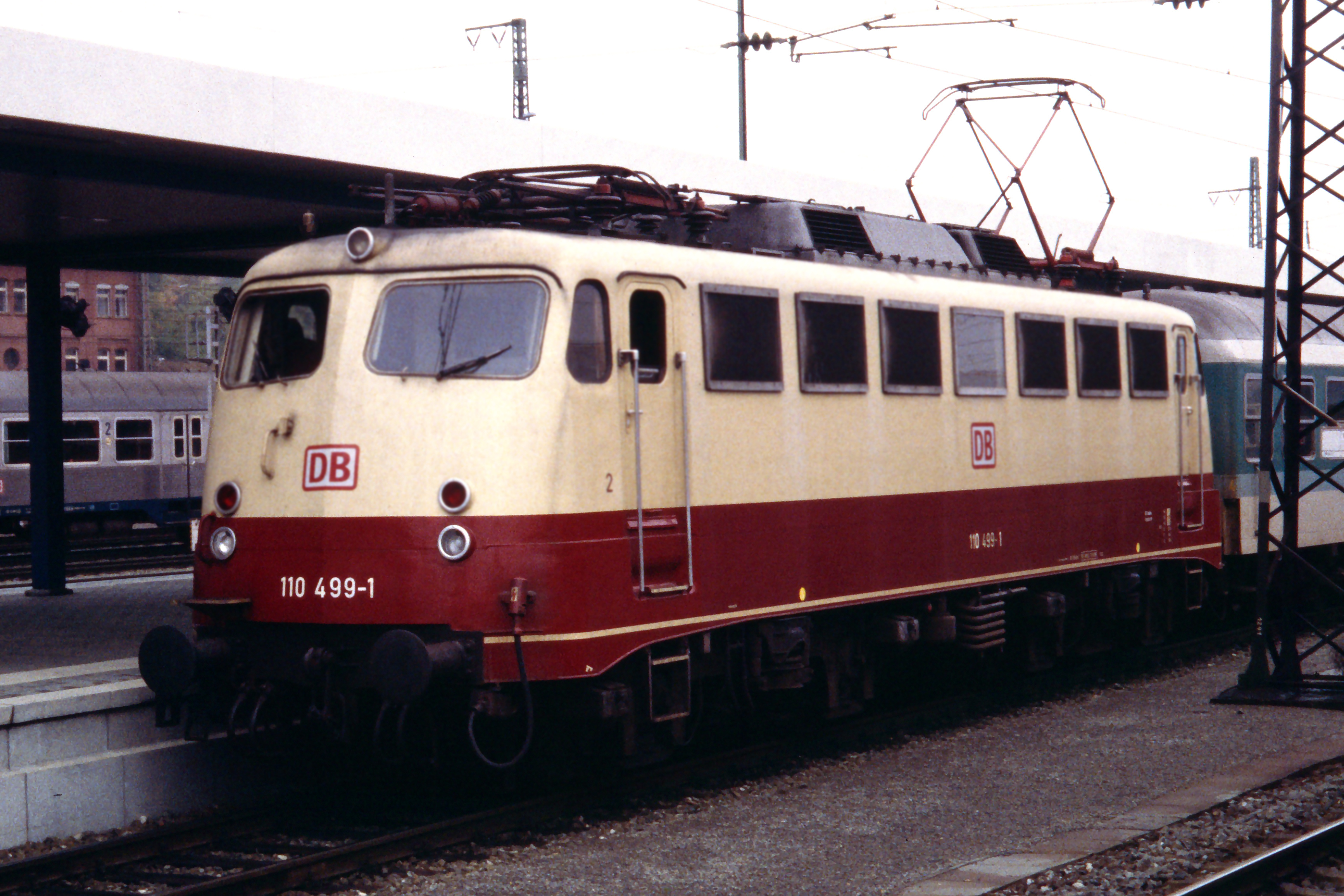
110 499-1号，即原114 499-7号机车于维尔茨堡（1995年）

114型是第三批出厂的20台原112型机车，它们采用经过修改的标准转向架以使110型机车的最高运行速度达到160公里/小时。由于磨损严重，112 485号至504号机车的最高速度自1985年起必需被限制为140公里/小时。为了与其它时速达160公里/小时的112型机车作区分，它们在1988年被重定型为114型（113型的编号被省略了，因为此时用于S-Bahn的111型机车占用了这一审计编号）。
由于转向架区域在速度限制后仍出现异常情况，这些机车最初被进一步限速至120公里/小时，但在不久之后撤销。自1993年起，全部20台114型机车改装了与序列号在288号之前的量产110型机车相同的转向架，并被重定型为普通的110.3型，编号使用110 485号至504号。有18副替换下来的原转向架则被重新加装在已报废的140型机车上，再以139型的名义恢复运作，并采用几乎完全相同的电子制动设备。标准化机车的概念在这项连环交换中得到完全展现。
此外在2000年，德国铁路再次将接管自原东德的112型机车重定型为114型。这是由于112.0型机车全部以114.0型的名义转配德铁区域运输。同时，之所以不采用新型号，是因为所有的112型机车均配属在德铁区域运输。

### 115型

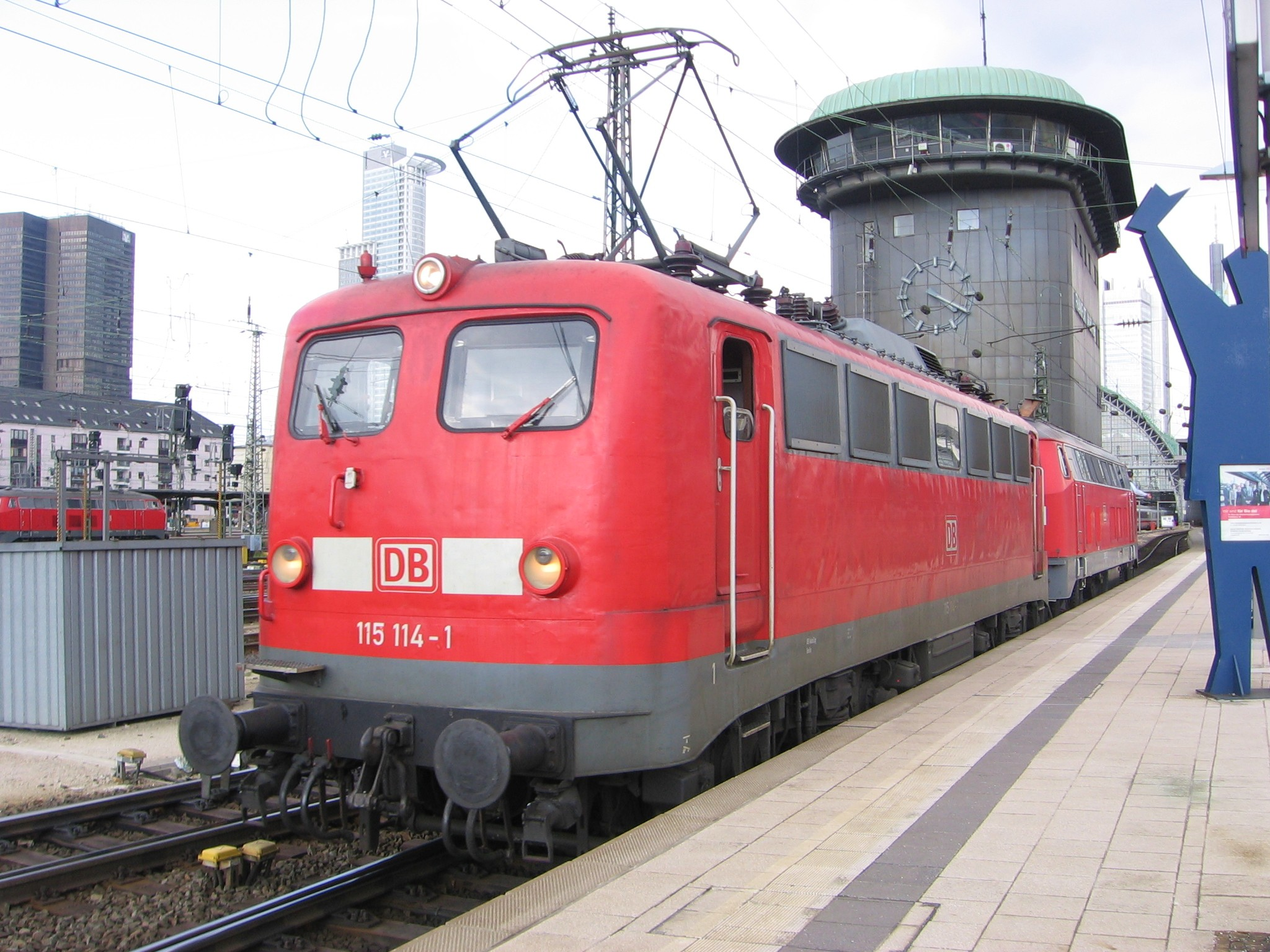
115 114号（原110.1型）于法兰克福

自2005年以来，已有超过30台110型及113型机车分配至德铁区域运输和原德铁汽车列车（现已与母公司德铁长途运输合并）使用。为了更好的对这些机车进行区分，相关的110型机车自2006年起逐步被重定型为115型，并驻扎在柏林鲁梅斯堡，因此这也是首款驻扎在德国东部的相关型号机车。这些机车的传统运用领域是牵引人车同行班次，此外它们还执行各项转运任务以偶尔用作长途列车服务，例如牵引柏林-华沙快车班次。
115型机车之中的115 154号机车（自1957年2月20日起投入运营）在2010年12月退役前曾是德国铁路历史最悠久的在役机车。截至2013年，115 205号机车（自1958年6月3日起投入运营）也仍是历史最悠久的现役E10型机车。115 114号机车在2013年9月撤出常规运营并退役，但在同年10月被再次启用。对于它是否会在德绍进行年审续牌，目前尚未正式公布。

### 与139型/140型的差异
110型机车（及其衍生型号）的构造与139型/140型机车大致相同。139型/140型机车同样采用标准化的机车车体，因为它们是首批出厂的110型机车（序列号在287号以前）的基础上进行开发。电动机被转换成稍短的样式，以使139型/140型机车可以建立一个经过修改的起动行程，它所允许的最大启动牵引力持续时间达5分钟而不是2分钟。机车的设计时速为100公里/小时，但也可以提高至110公里/小时。大多数的140型机车，特别是出厂年份较后的机车可用于动力集中式列车运营及多单元列车控制运营，而110型机车只是在后期加装了动力集中式列车控制系统。110型机车的电子制动器也被用在139型机车上，可提供90或120千牛的更高制动力；140型机车则不设电子制动。139型/140型机车同样只有单个空气制动控制阀。自140 757号机车起还使用了更具现代化的行驶控制设备，原有的机械波动被新安装的电子分级调节器取代。在失效的情况下，机车仍可通过辅助驱动开关实现控制。与110型机车相比，其受压电流上限也由420安缩减为350安。
此外，139型/140型机车自1993年起还参与了大规模的部件连环交换。由于140型机车的转向架磨损严重，部分机车接用了110型机车的旧转向架并转换为139型。采用这种交换方式的机车包括110 122号、139号、145号、157号、172号、177号、213号、214号、222号、246号、250号、255、260号、262号、264号、283号、285号和287号，它们在归类为139型后仍保留了原有的序列号。这是使用几乎相同的组件和保养程序的标准化机车概念最后一次大规模的应用。